# Wahlbezirk Österreich ob der Enns 21
Der Wahlbezirk Österreich ob der Enns 21 war ein Wahlkreis für die Wahlen zum Abgeordnetenhaus im österreichischen Kronland Österreich ob der Enns (Oberösterreich). Der Wahlbezirk wurde 1907 mit der Einführung der Reichsratswahlordnung geschaffen und bestand bis zum Zusammenbruch der Habsburgermonarchie.

## Geschichte
Nachdem der Reichsrat im Herbst 1906 das allgemeine, gleiche, geheime und direkte Männerwahlrecht beschlossen hatte, wurde mit 26. Jänner 1907 die große Wahlrechtsreform durch Sanktionierung von Kaiser Franz Joseph I. gültig. Mit der neuen Reichsratswahlordnung schuf man insgesamt 516 Wahlbezirke, wobei mit Ausnahme Galiziens in jedem Wahlbezirk ein Abgeordneter im Zuge der Reichsratswahl gewählt wurde. Der Abgeordnete musste sich dabei im ersten Wahlgang oder in einer Stichwahl mit absoluter Mehrheit durchsetzen. Der Wahlbezirk Österreich ob der Enns 21 umfasste die Gerichtsbezirke Schwanenstadt, Haag und Lambach.
Aus der Reichsratswahl 1907 ging Cölestin Baumgartner (Katholisch-Konservative Partei) im ersten Wahlgang als Sieger hervor. Baumgartner wurde bei der Reichsratswahl 1911 von seinem Parteikollegen Johann Roitinger abgelöst, der die Wahl für sich ebenfalls im ersten Wahlgang entscheiden konnte.

## Wahlergebnisse

### Reichsratswahl 1907
Die Reichsratswahl 1907 wurde am 14. Mai 1907 (erster Wahlgang) durchgeführt. Eine Stichwahl entfiel auf Grund der absoluten Mehrheit für Pichler im ersten Wahlgang.
| Kandidat                                                                      | Partei                             | Wahlkreis- stimmen | Stimmen- anteil |
| ----------------------------------------------------------------------------- | ---------------------------------- | ------------------ | --------------- |
| Cölestin Baumgartner                                                          | Katholisch-Konservative Partei     | 4906               | 50,7 %          |
| Franz Wagner                                                                  | Katholisch-Konservative Partei     | 1579               | 16,3 %          |
| Josef Krötzl                                                                  | Oberösterreichischer Bauernverein  | 1508               | 15,6 %          |
| Radler                                                                        | Sozialdemokratische Arbeiterpartei | 1040               | 10,7 %          |
|                                                                               | Sonstige                           | 24                 | 0,2 %           |
| Wahlberechtigte: 10.254, Ungültige/Leere Stimmen: 44, Wahlbeteiligung: 94,8 % |                                    |                    |                 |

### Reichsratswahl 1911
Die Reichsratswahl 1911 wurde am 13. Juni 1911 (erster Wahlgang) durchgeführt. Die Stichwahl entfiel auf Grund des absoluten Mehrheit von Pichler im ersten Wahlgang.
| Kandidat                                                                       | Partei                             | Wahlkreis- stimmen | Stimmen- anteil |
| ------------------------------------------------------------------------------ | ---------------------------------- | ------------------ | --------------- |
| Johann Roitinger                                                               | Christlichsoziale Partei           | 5009               | 53,8 %          |
| Hafner                                                                         | Oberösterreichischer Bauernverein  | 2871               | 30,9 %          |
| Josef Krötzl                                                                   | Sozialdemokratische Arbeiterpartei | 1337               | 14,4 %          |
|                                                                                | Sonstige                           | 88                 | 0,9 %           |
| Wahlberechtigte: 10.082, Ungültige/Leere Stimmen: 225, Wahlbeteiligung: 94,5 % |                                    |                    |                 |